# Parigi-Bruxelles 1913
La Parigi-Bruxelles 1913, nona edizione della corsa, si svolse l'8 giugno 1913 su un percorso di 440 km, con partenza da Parigi e arrivo a Bruxelles. Fu vinta per la terza volta consecutiva dal francese Octave Lapize davanti al belga Cyrille Van Hauwaert e al francese Charles Crupelandt.

## Ordine d'arrivo (Top 10)
| Pos. | Corridore            | Squadra | Tempo     |
| ---- | -------------------- | ------- | --------- |
| 1    | Octave Lapize        |         | 15h11'57" |
| 2    | Cyrille Van Hauwaert |         | s.t.      |
| 3    | Charles Crupelandt   |         | s.t.      |
| 4    | Paul Deman           |         | s.t.      |
| 5    | Achille Depauw       |         | s.t.      |
| 6    | Jean Rossius         |         | a 11'00"  |
| 7    | Henri Devroye        |         | s.t.      |
| 8    | Gustave Garrigou     |         | s.t.      |
| 9    | Adrien Kranskens     |         | a 16'00"  |
| 10   | Omer Beaugendre      |         | a 21'00"  |